# Villa Las Estrellas
Villa Las Estrellas – miejscowość w Antarktyce, na Wyspie Króla Jerzego w archipelagu Szetlandów Południowych u wybrzeży Półwyspu Antarktycznego, 1580 km na południe od Punta Arenas. Jest to osada, którą zamieszkuje 46 stałych mieszkańców. Według Chile miasteczko leży w Chilijskim Terytorium Antarktycznym, stanowiącym część prowincji Antarktyka Chilijska. Również Argentyna uznaje Wyspę Króla Jerzego za część swojego terytorium (Antarktyda Argentyńska), a Wielka Brytania za część Brytyjskiego Terytorium Antarktycznego. Roszczenia terytorialne w Antarktyce są jednak obecnie zawieszone w związku z obowiązywaniem Traktatu antarktycznego.

## Opis

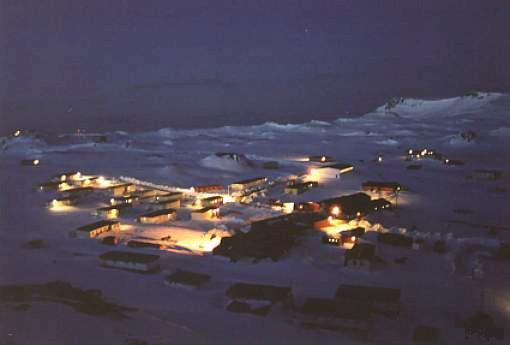
Villa Las Estrellas w nocy.

Miejscowość oficjalnie powstała 9 kwietnia 1984 roku. Jest ona częścią chilijskiej stacji polarnej Presidente Eduardo Frei Montalva, kontrolowanej przez Chilijskie Siły Powietrzne.
Miasteczko składa się z 18 modułów, 14 spośród nich to domy mieszkalne o powierzchni od 72 do 90 metrów kwadratowych. Mieszkają w nich rodziny pracowników Chilijskich Sił Powietrznych oraz naukowcy i nauczyciele zmieniający się co dwa lata. Dwa moduły są pod kontrolą Chilijskich Sił Powietrznych, a jeden moduł jest przeznaczony dla techników i specjalistów w razie wizyty. Populacja się waha, oprócz stałych mieszkańców są także sezonowi, co powoduje, że liczba ta w zimie wynosi ok. 80 mieszkańców, a latem ok. 150.

## Przypisy

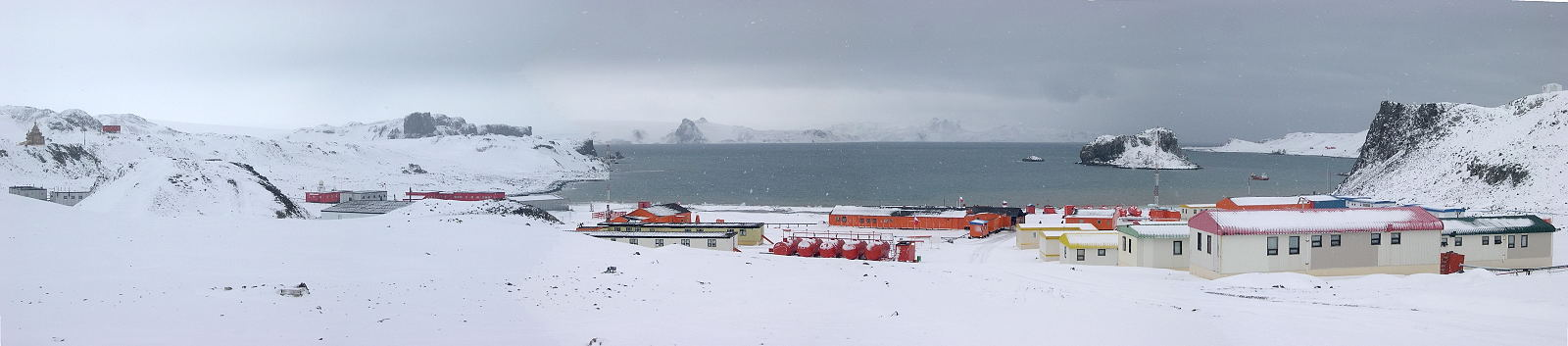
Villa Las Estrellas – widok na zatokę

## Klimat
| Klimat            | Klimatogram | Opady roczne | Pora opadów                              | Śr. temp. stycznia | Śr. temp. lipca |
| ----------------- | ----------- | ------------ | ---------------------------------------- | ------------------ | --------------- |
| klimat subpolarny |             | 500~1000mm   | całoroczne z przewagą w półroczu ciepłym | - 10°C             | - 20°C          |